# Jamesbrittenia micrantha
Jamesbrittenia micrantha là một loài thực vật có hoa trong họ Huyền sâm. Loài này được (Klotzsch) Hilliard mô tả khoa học đầu tiên năm 1992.